# Тутмос IV
Тутмос IV (Menkheperure Djehutymose) е осмият фараон от Осемнадесета династия на Древен Египет. Син е на Аменхотеп II и царица Тиаа. Името Тутмос произлиза от латино-елински превод на Djehutymes, букв. „Роден от Тот“.
Прието е че управлява приблизително 9 или 10 години, вероятно в периода ок. 1400/1 – 1390/1 пр.н.е. (или 1397 – 1388 пр.н.е.). През царуването си не води значителни войни, запазвайки целостта и стабилността на империята благодарение на дипломация. Провежда демонстративна експедиция в Сирия, но без реални военни действия. Поддържа добри отношения с държавата Митани и Вавилон. В края на управлението му (8-а година) е потушено въстание в Нубия.
Погребан е в Долината на Царете, в гробница KV43, но тялото му по-късно е преместено в KV35, където е открито от Виктор Лорет през 1898 г. Изучаването на мумията му показва, че е бил много болен. Наследен е от сина си, Аменхотеп III.